# スリナムの大統領
スリナム共和国大統領（スリナムのだいとうりょう、オランダ語: President van de Republiek Suriname）は、スリナムの国家元首で、政府の長たる大統領である。
国軍の最高指揮官も兼ねている。

## 歴史
1975年の独立時に設置されたが、当時の憲法では行政権は首相が握っていたことから、大統領は儀礼的なものであった。1980年の軍部によるクーデターによって軍が実権を握り、軍が任命した大統領が就任した。1987年9月30日に制定された新憲法によって首相は廃止され（同地位は新設の副大統領が継承）、大統領には強力な権限が与えられた。
新憲法施行後の1988年にシャンカル大統領が選出され民政に復帰したが、1990年に軍部によるクーデターで辞職している。1991年以降は、現在に至るまで民主的に選出されている。

## 選出
国民議会の3分の2以上の賛成によって選出される。投票がそれに満たない場合は議会と地方代表から構成される340名の国民議会の投票によって選出される。候補する者は30歳以上のスリナム国民（6年間以上居住）でなければならない。
大統領の任期は5年で、再選可能。

## 大統領の一覧
大統領以外の役職の者が元首となったことがあるため、ここではそれらも含めて一覧とした。
| 代  | 大統領                                                         | 大統領 | 所属政党               | 期                            | 在任期間                        | 在任期間      | 備考                            |
| --- | -------------------------------------------------------------- | ------ | ---------------------- | ----------------------------- | ------------------------------- | ------------- | ------------------------------- |
| 001 | ヨハン・フェリエール Johan Ferrier                             |        | 無所属                 | 1                             | 1975年11月25日 - 1980年8月13日  | 4年 + 262日   | 任期満了前に辞任                |
| 0－ | デシ・ボーターセ Dési Bouterse                                 |        | 無所属 （軍人）        | —                             | 1980年8月13日 - 1980年8月15日   | 2日           | 暫定元首 （国家軍事評議会議長） |
| 002 | ヘンデリック・チン・A・セン Hendrick Chin A Sen                |        | 国民共和党 （PNR）     | 2                             | 1980年8月15日 - 1982年2月4日    | 1年 + 173日   | 任期満了前に解任                |
| 0－ | デシ・ボーターセ Dési Bouterse                                 |        | 無所属 （軍人）        | —                             | 1982年2月4日 - 1982年2月8日     | 4日           | 暫定元首 （国家軍事評議会議長） |
| 003 | フレート・ラムダット・ミシェル Fred Ramdat Misier              |        | 無所属                 | 3                             | 1982年2月8日 - 1988年1月25日    | 5年 + 351日   |                                 |
| 004 | ラムセワク・シャンカル Ramsewak Shankar                        |        | 進歩改革党 （VHP）     | 4                             | 1988年1月25日 - 1990年12月24日  | 2年 + 333日   | 任期満了前に辞任                |
| 0—  | イワン・グラノースト Ivan Graanoogst                           |        | 無所属 （軍人）        | －                            | 1990年12月24日 - 1990年12月29日 | 5日           | 暫定元首 （国家軍事評議会議長） |
| 005 | ヨハン・クラーフ Johan Kraag                                   |        | スリナム国民党 （NPS） | 5                             | 1990年12月29日 - 1991年9月16日  | 261日         |                                 |
| 006 | ロナルト・フェネティアーン Ronald Venetiaan                    |        | スリナム国民党 （NPS） | 6                             | 1991年9月16日 - 1996年9月15日   | 4年 + 365日   | 第8代大統領                     |
| 007 | ユーレス・ヴェイデンボス Jules Wijdenbosch                     |        | 国民民主党 （NDP）     | 7                             | 1996年9月15日 - 2000年8月12日   | 3年 + 332日   |                                 |
| 008 | ロナルト・フェネティアーン Ronald Venetiaan                    |        | スリナム国民党 （NPS） | 8                             | 2000年8月12日 - 2005年8月12日   | 10年 + 0日    | 第6代大統領                     |
| 008 | ロナルト・フェネティアーン Ronald Venetiaan                    | 9      | スリナム国民党 （NPS） | 2005年8月12日 - 2010年8月12日 |                                 | 10年 + 0日    |                                 |
| 009 | デシ・ボーターセ Dési Bouterse                                 |        | 国民民主党 （NDP）     | 10                            | 2010年8月12日 - 2015年5月15日   | 9年 + 339日   |                                 |
| 009 | デシ・ボーターセ Dési Bouterse                                 | 11     | 国民民主党 （NDP）     | 2015年7月15日 - 2020年7月16日 |                                 | 9年 + 339日   |                                 |
| 010 | チャン・サントクヒ Chandrikapersad Santokhi                    |        | 進歩改革党 （VHP）     | 12                            | 2020年7月16日 - （現職）        | 5年 + 17日    |                                 |
| 011 | イェニファー・へーリンクス＝シモンス Jennifer Geerlings-Simons |        | 国民民主党 （NDP）     | 13                            | 2025年7月16日                   | 2025年7月16日 |                                 |